# Hạc mỏ yên ngựa
Hạc mỏ yên ngựa (danh pháp khoa học: Ephippiorhynchus senegalensis) là một loài chim trong họ Ciconiidae.
Nó là loài phân bố rộng rãi và là loài sinh sản định cư ở châu Phi hạ Sahara từ Sudan, Ethiopia và Kenya về phía nam đến Nam Phi, và Gambia, Sénégal, Côte d'Ivoire và Tchad ở tây châu Phi. 
Đây là một loài chim rất lớn thường xuyên đạt độ cao 150 cm (59 in), chiều dài 142 cm (56 in) và sải cánh dài 2,4-2,7 m (7,9-8,9 ft). Chim trống thì lớn hơn và nặng hơn so với chim mái, trọng lượng 5,1-7,5 kg (11-17 lb). Chim mái nặng từ 5 đến 7 kg (11 lb 15). Mỏ dài từ 27,3 đến 36 cm (10,7 đến 14).

## Hình ảnh

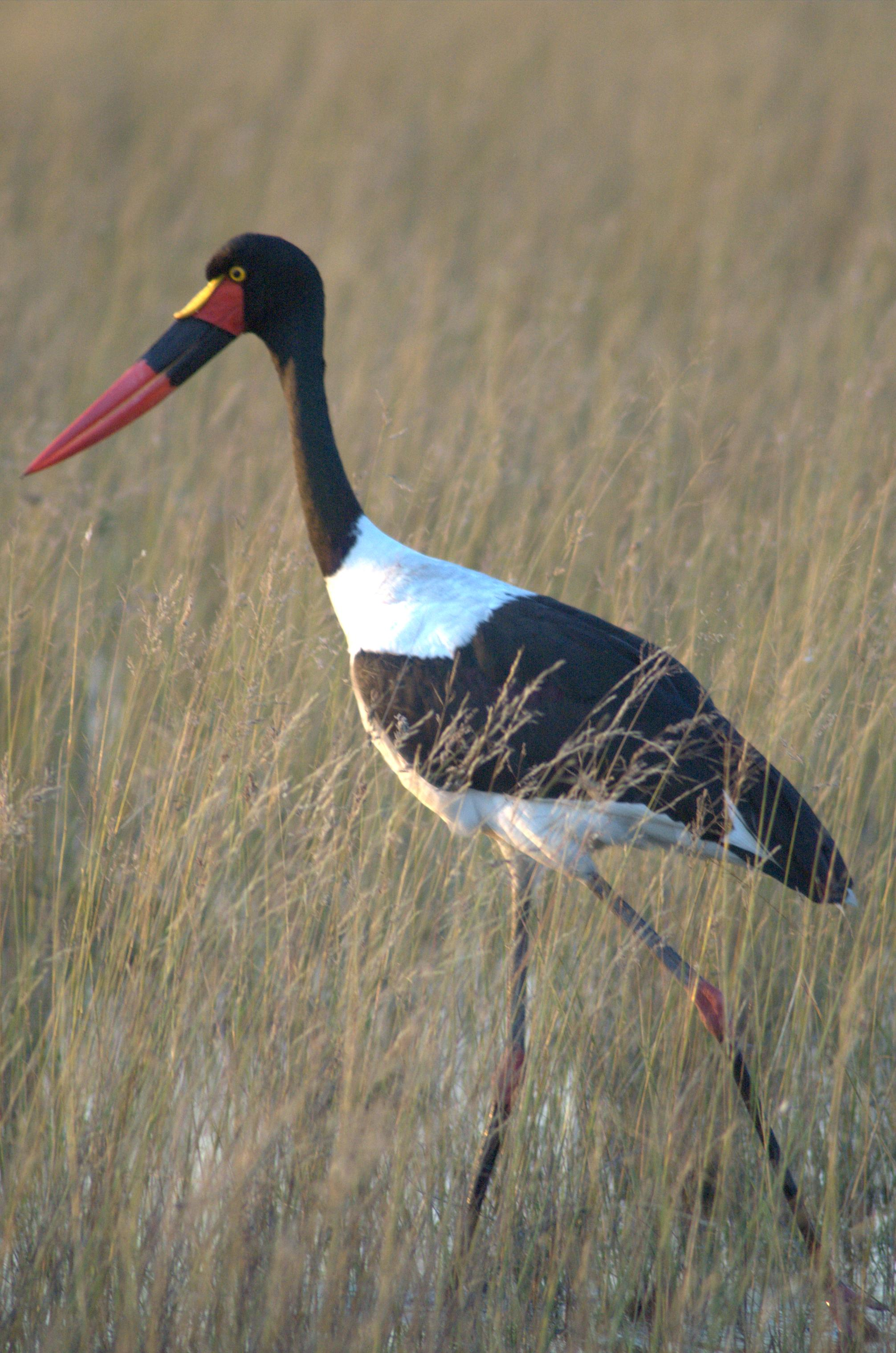
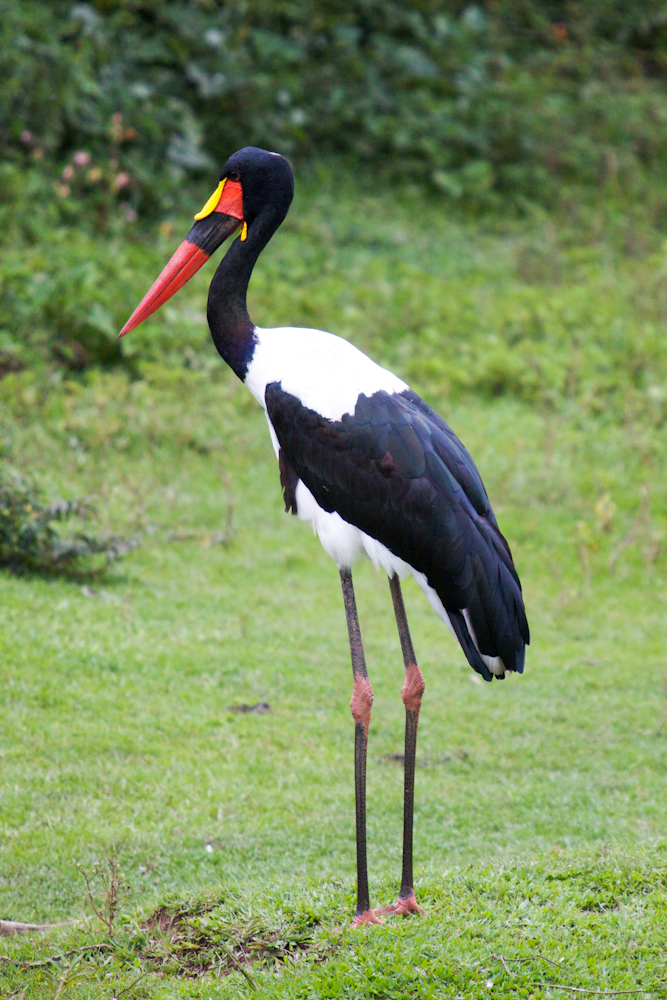
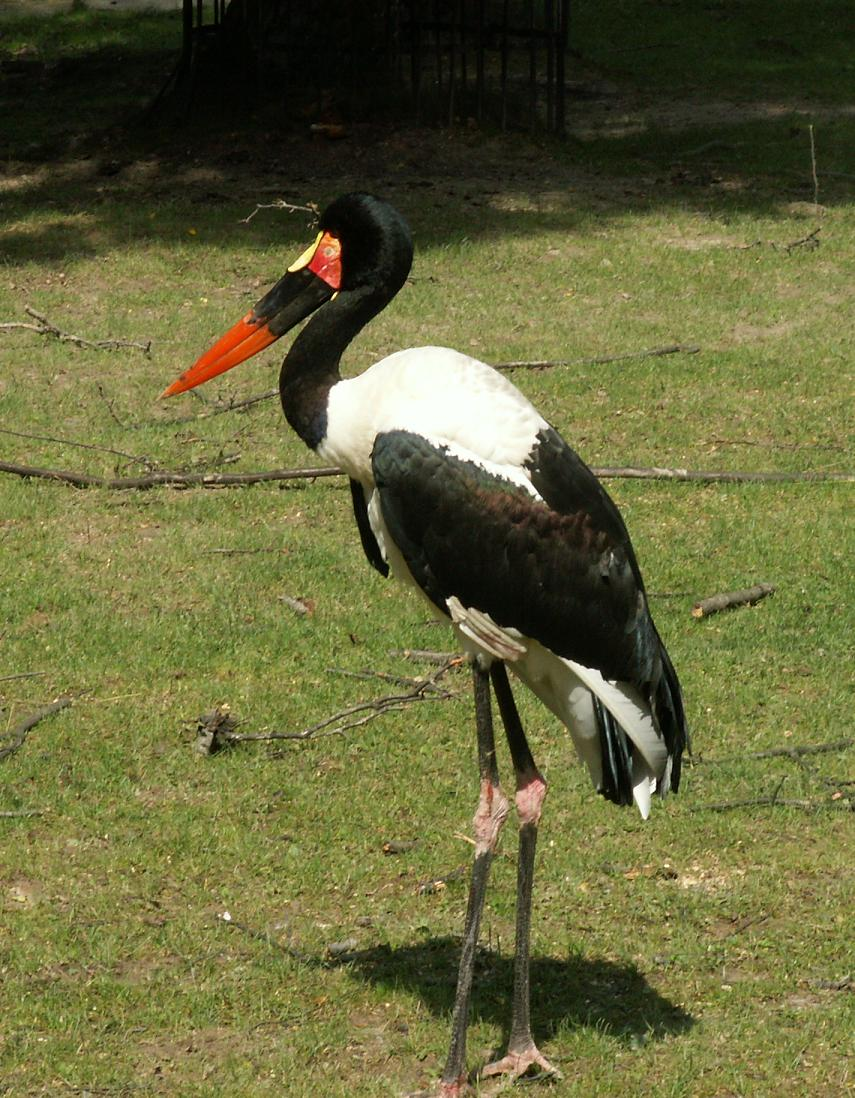
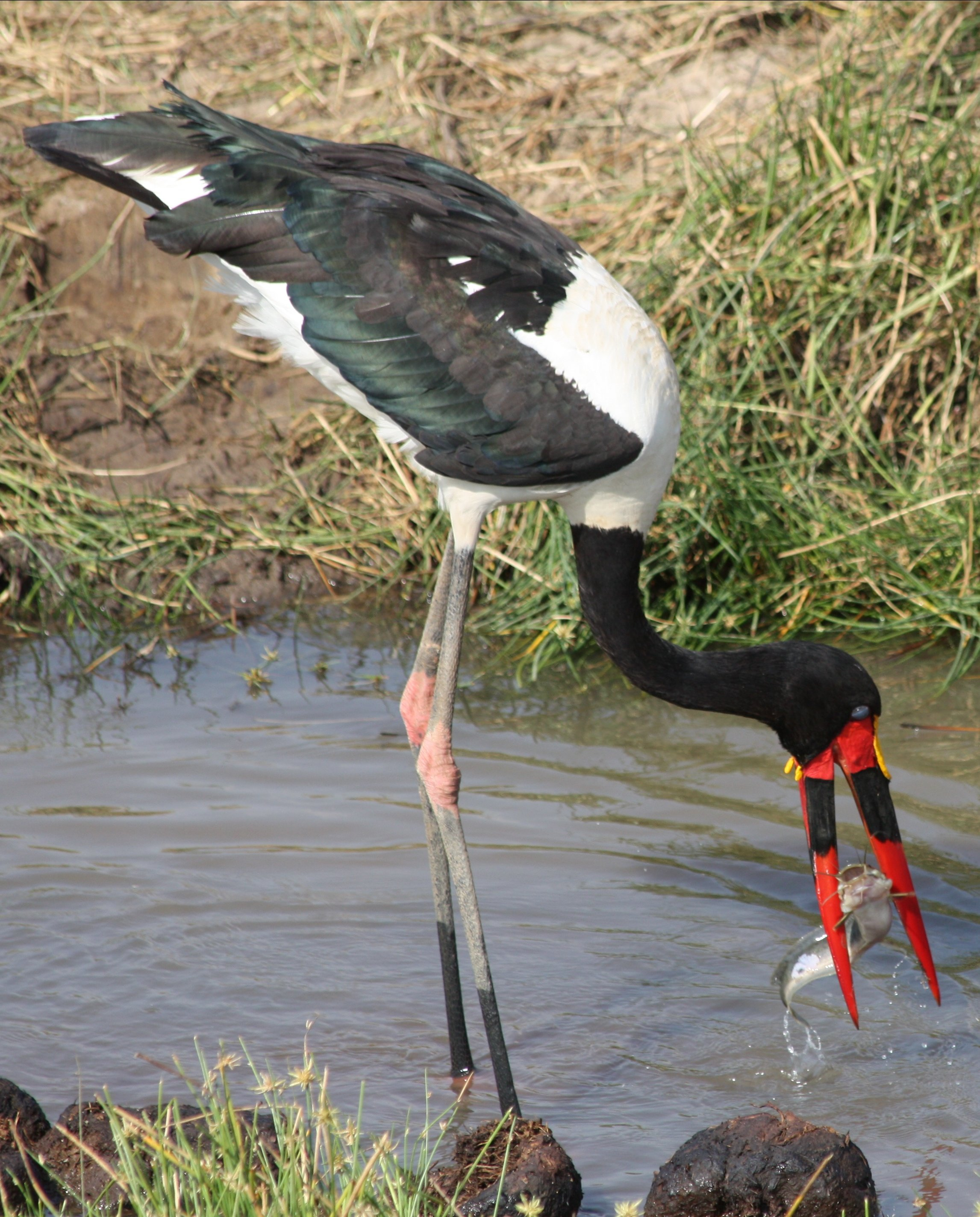
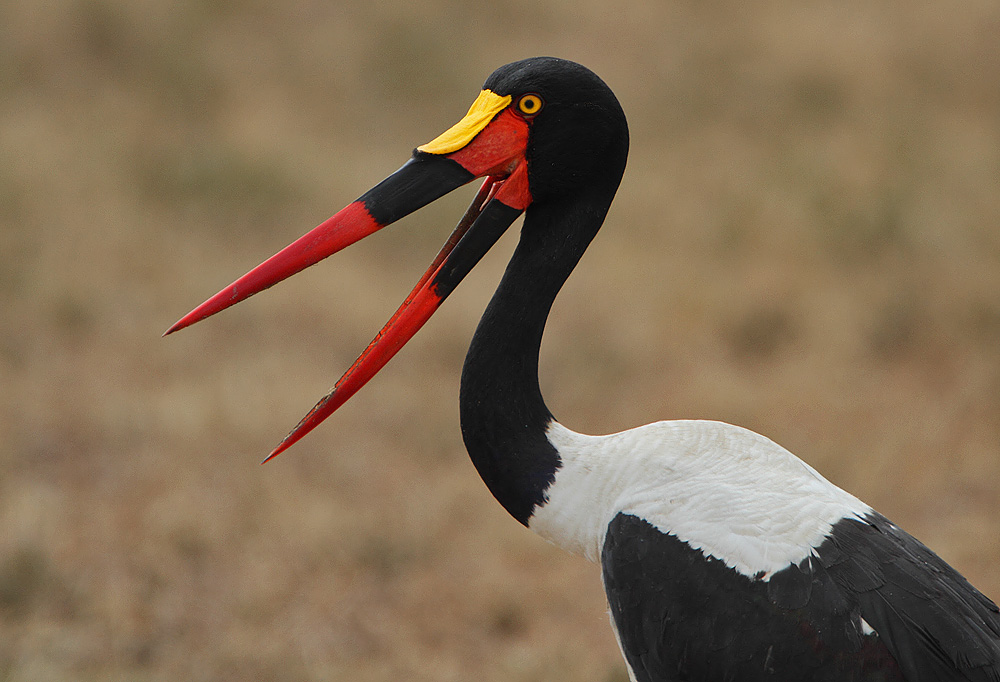
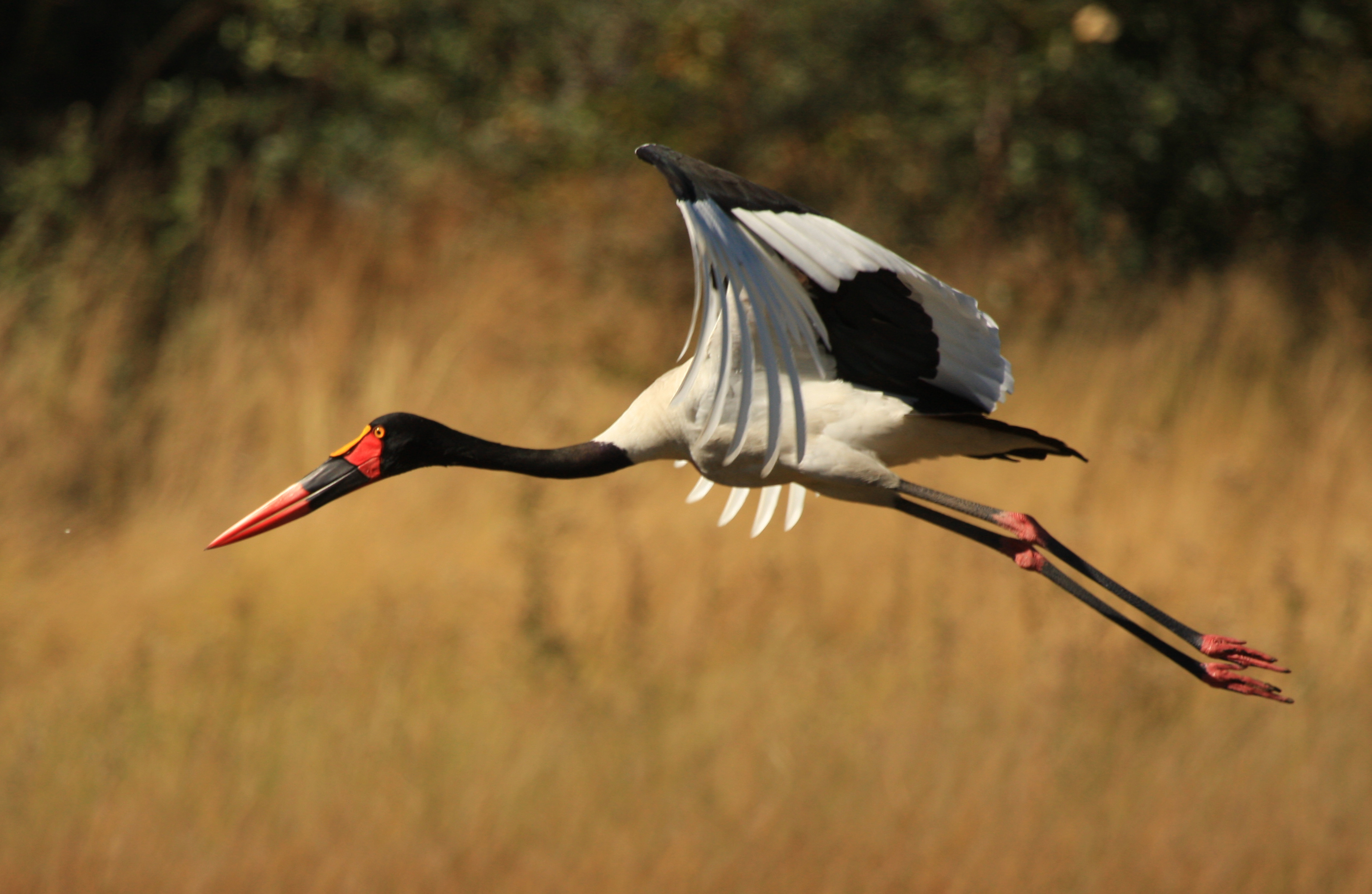